# Roy Marsden
Roy Marsden, född som Roy Anthony Mould den 25 juni 1941 i Stepney, Tower Hamlets, London, är en brittisk skådespelare.
Han har medverkat i en rad TV-serier, men är mest känd för sin roll som polisinspektör Adam Dalgliesh i deckarserierna som bygger på P.D. James kriminalromaner. Marsden har även spelat mycket på teaterscenen.